# Schwanthalerhöhe
Pour la station de métro située dans ce district, voir Schwanthalerhöhe.
Schwanthalerhöhe est un des vingt-cinq secteurs de la ville allemande de Munich.